# Église Saint-André de Kaw
L'église Saint-André de Kaw est une église située dans le village de Kaw en Guyane.